# Wimp (fisica)
Le wimp (acronimo di weakly interacting massive particles, "particelle di grande massa debolmente interagenti") sono ipotetiche particelle dotate di massa che interagiscono debolmente con la materia normale solo tramite la gravità e l'interazione debole; sono state ipotizzate per essere un possibile candidato di materia oscura non barionica. 
La wimp fa parte della materia esotica, e viene ipotizzata per spiegare parte della materia oscura fredda. Per "fredda" si intende materia oscura costituita da particelle che si sono disaccoppiate dall'equilibrio termico dell'Universo primordiale a regime non relativistico (particelle relativistiche, come ad esempio i neutrini, potrebbero costituire invece la materia oscura "calda").
Le caratteristiche che devono avere le particelle candidate di materia oscura fredda sono le seguenti:
- Nessuna carica elettrica e nessuna carica di colore, altrimenti interagirebbero anche attraverso l'interazione elettromagnetica e l'interazione forte, e di conseguenza non sarebbero "oscure".
- Devono essere massive. Infatti, per ragioni di compatibilità con le strutture che si osservano su larghissima scala, la specie che si cerca era non relativistica al momento del disaccoppiamento dall'equilibrio termico in cui si trovava l'Universo primordiale.[2]
- Interagenti con intensità e sezioni d'urto paragonabili a quella dell'interazione debole. Questo spiegherebbe il fatto che le WIMP non sono facilmente visibili e produrrebbero il corretto valore dell'abbondanza di materia oscura osservata, che è circa inversamente proporzionale alla sezione d'urto di annichilazione delle WIMP.

Particelle con tali caratteristiche e con particolari valori di massa e sezione d'urto rappresentano un buon candidato per spiegare l'abbondanza di materia oscura fredda. Tuttavia le WIMP non fanno riferimento ad una precisa teoria delle interazioni fondamentali. Sono necessarie motivazioni fisiche più profonde per spiegare l'esistenza di particelle con tali caratteristiche.
Non ci sono particelle wimp nel Modello standard della fisica delle particelle. Esistono diverse teorie fisiche che individuano l'esistenza di particelle con queste caratteristiche. In particolare nell'ambito della supersimmetria (un'estensione del Modello standard della fisica delle particelle), in certi casi la particella supersimmetrica più leggera predetta è il neutralino, e in una classe di modelli supersimmetrici questa presenta le caratteristiche che cerchiamo in una WIMP, e si propone come candidato alla materia oscura fredda.